# Хоменко Григорій Гнатович
Хоме́нко Григо́рій Гна́тович (28 вересня 1892, Погребище, Подільська губернія, Російська імперія — 1968, Київ, УРСР) — український лікар-інфекціоніст, доктор медичних наук (1939 рік), професор (1947), завідувач кафедрами інфекційних хвороб Львівського медичного інституту (1946—1951 роки) та Київського інституту удосконалення лікарів (1953—1968).

## Біографія
Народився у місті Погребище Подільської губернії Російської імперії (на сьогодні місто у Погребищенському районі Вінницької області України) 28 вересня 1892 року. Був учасником громадянської війни. Закінчив Київський медичний інститут у 1923 році. Працював ординатором у клініці кафедри факультетської терапії (1924-1926 роки). З 1926 по 1936 рік — молодший асистент та асистент, згодом доцент (1936-41, 1945-46 роки) кафедри інфекційних хвороб Київського медичного інституту. За видатну науково-практичну роботу «Лікування бацилярної дизентерії» Григорію Хоменко у 1939 році присудили науковий ступінь доктора медичних наук без попереднього захисту кандидатської дисертації.
Протягом німецько-радянської війни головний епідеміолог (липень 1941 — липень 1942 року), потім начальник відділення госпіталю ЕГ-1912 Південно-Західного фронту до жовтня 1943 року, начальник ЕГ-1912 3-го Українського фронту до кінця війни. Керував протиепідемічною службою фронту в боях 1941 року на південному напрямку, в Київській і Єлецькій операціях. Брав участь у лікуванні поранених і хворих у Сталінградській битві, в Донбаській, Запорізькій та інших операціях. Очолював військовий госпіталь у битві за Дніпро, в Яссько-Кишинівській, Віденській та інших операціях.
З 1946 року по 1951 рік завідував кафедрою інфекційних хвороб Львівського медичного інституту. Протягом 1951—1953 років заступник директора Київського НДІ інфекційних хвороб АМН СРСР. З 1953 по 1968 рік — завідувач кафедри інфекційних хвороб Київського інституту удосконалення лікарів, де він став 3-м від початку створення кафедри завідувачем, які були до того співробітниками кафедри інфекційних хвороб Київського медичного інституту..

## Основні наукові праці
- Ферменти крові при інфекційних захворюваннях. Укр Мед Вісті 1928, № 3-4;
- До клінічного значення кольорових реакцій сечі при інфекційних недугах. Укр Мед Вісті 1929, № 2-3;
- Бактеріофаготерапія дизентерії. Мікроб Журн ВУАН 1934, № 1 (співавт.);
- Лечение бациллярной дизентерии (докт. дис.). Київ, 1938;
- Лікування бацилярної дизентерії переливанням свіжої цитратної крові та антидизентерійною сироваткою. Рад Мед 1940, № 6;
- Лікування бацилярної дизентерії (монографія). Київ, Держмедвидав, 1941.